# Gualtério V de Brienne
Gualtério V de Brienne (Brienne-le-Château, c. 1275 – Almyros, 15 de março de 1311) foi Duque de Atenas. Esteve à frente dos destinos do ducado de 1308 até 1311. Foi antecedido por Guido II de la Roche e Seguiu-se-lhe Joana de Chatillon. Foi também o sexto senhor do Senhorio de Argos e Náuplia, estado cruzado, criado como feudo do Principado de Acaia. Foi antecedido por Guido II de la Roche e seguido no governo do senhorio por Gualtério VI de Brienne.